# Рахман Хаджи Юсуф
Рахман Хаджи Юсуф (малайск. Rahman Haji Yusof); (8 сентября 1940, Куала-Бера, Темерлох, Паханг) — малайзийский писатель.

## Краткая биография
В 1947-1957 гг. учился в  малайской школе. До ухода на пенсию в 1992 году работал на различных должностях правительственного аппарата штата Паханг, в том числе в земельном департаменте в Куантане. Пишет рассказы и повести. Первый рассказ («Торговец древесиной») появился 26 апреля 1970 г. в газете «Минггуан Малэйсия», первая повесть («Цвет цвета») опубликована в  1976 г. издательством «Утусан Мелаю».  Всего издал более 100 рассказов (две авторские антологии и  три сборника совместно с другими авторами) и 10 повестей. Рассказ «Любовь министра» в 1975 был экранизирован малайзийским телевидением, а рассказ «Состояние души Датин» включён в  2010 в качестве обязательного в школьную программу по литературе.
Его произведениям чужда мода, и он обращается в них к близким его сердцу темам повседневной жизни малайзийской глубинки .
Принимает активное участие в деятельности Совета малайской словесности Паханга (Dewan Persuratan Melayu Pahang, в 1971-1977 в качестве первого секретаря) .

## Награды и звания
- Поощрительная премия на литературном  конкурсе Национальной федерации писательских организаций - ГАПЕНА (повесть «Цвет цвета», 1976)
- Поощрительная премия на литературном  конкурсе ЭССО-ГАПЕНА  (рассказ «Олень не танцует больше», 1991);
- Поощрительная премия на литературном конкурсе Утусан-Паблик Бэнк (рассказ «Таксист», 1996);
- Вторая премия на конкурсе имени Сако (Hadiah Sako) на лучшую повесть («Не так красиво, как в мечте», 2012);
- Третья премия на конкурсе «Читра» Совета по языку и литературе на лучшую повесть («Девушка у озера», 2014)
- Звание «Выдающийся деятель культуры Паханга» (Tokoh Seni Budaya Pahang , 2016).

## Избранные произведения
- Rahman Haji Yusof.  Warna Warna. Utusan Melayu, 1976;
- Rahman Haji Yusof.  Tenang tak tenang . Kuala Lumpur : Utusan Publications & Distributors, 1979;
- Rahman Haji Yusof, Noorjaya dan Muhd. Mansur Abdullah. Dalam air badan berpeluh. Kuala Lumpur : Eastern Universities Press, 1980;
- Rahman Haji Yusof.  Hidup tidak selalunya indah. Kuala Lumpur : Sarjana Enterprise, 1980;
- Rahman Haji Yusof.  Siber-Siber Kasih, (1983);
- Rahman Haji Yusof.  Musim-musim Yang Manis.  Petaling Jaya: Tempo Publishing (M), 1991;
- Rahman Haji Yusof. Bupala. Pekan:  Ilmu Publication. Sdn. Bhd, 2004[4];
- Rahman Haji Yusof. Tak Seindah Impian. Kuala Lumpur : Utusan Publications & Distributors, 2012 [5];
- Rahman Haji Yusof.  Warna Hati Seorang Datin (2015);
- Rahman Haji Yusof.  Gadis Tasik. Kuala Lumpur: Dewan Bahasa dan Pustaka, 2016. ISBN 9789834905835[6];

## Переводы писателя на русский язык
- Рахман Хаджи Юсуф. Рыжуха. Рассказ. - Нусантара. Юго-Восточная Азия. Сборник материалов. Составитель и редактор А. К. Оглоблин. С-Петербург, 2000, с. 95-100.
- Рахман Хаджи Юсуф. Рыжуха. – Малайская кровь. Антология малайского и индонезийского рассказа. Составление, перевод с малайского и индонезийского и предисловие Виктора Погадаева. М.: ИД «Ключ-С», 2011, с. 22-28.